# Gerbillus acticola
Gerbillus acticola es una especie de roedor de la familia Muridae.

## Distribución geográfica yhábitat
Se encuentra en Somalia y es endémico de la pradera y matorral xerófilos de Etiopía. 